# 데비안 자유 소프트웨어 지침
데비안 자유 소프트웨어 지침(Debian Free Software Guidelines, DFSG)은 데비안 프로젝트가 소프트웨어 라이선스가 자유 소프트웨어 사용권인지 여부를 결정하고, 소프트웨어가 데비안에 포함될 수 있는지 여부를 결정하는 데 사용되는 지침들의 모임이다. DFSG는 데비안 사회 계약(Debian Social Contract)의 일부이다.

## 지침 내용
1. 자유로운 재배포.
2. 소스 코드 포함.
3. 수정 및 파생 작업을 허용한다.
4. 저작자의 소스 코드 무결성(절충).
5. 개인이나 집단에 대한 차별이 없다.
6. 상업적 이용 등 활동 분야에 대한 차별은 없다.
7. 라이선스는 프로그램을 재배포하는 모든 사람에게 적용되어야 한다.
8. 라이선스는 특정 제품에 국한되어서는 안 된다.
9. 라이선스는 다른 소프트웨어를 제한해서는 안 된다.

GNU GPL, BSD 및 아티스틱 라이선스는 '자유'(free)로 간주되는 라이선스의 예이다.

## 같이 보기
- 자유 소프트웨어의 정의